# 2014-es labdarúgó-világbajnokság-selejtező (UEFA – E csoport)
A 2014-es labdarúgó-világbajnokság európai selejtező, E csoportjának eredményeit tartalmazó lapja. A csoport sorsolását 2011. július 30-án tartották Rio de Janeiróban. A csoportban körmérkőzéses, oda-visszavágós rendszerben játszottak egymással a csapatok. A csoportelső automatikus résztvevője lett a 2014-es labdarúgó-világbajnokságnak, a csoport második helyezettje a pótselejtezőn vehetett részt.
A csoportban Norvégia, Szlovénia, Svájc, Albánia, Ciprus és Izland szerepelt.

## Tabella
| Hely. | Csapat    | M  | Gy | D | V | G+ | G– | Gk  | P  | Továbbjutás                         |     | Svájc | Izland | Szlovénia | Norvégia | Albánia | Ciprusi Köztársaság |
| ----- | --------- | -- | -- | - | - | -- | -- | --- | -- | ----------------------------------- | --- | ----- | ------ | --------- | -------- | ------- | ------------------- |
| 1.    | Svájc     | 10 | 7  | 3 | 0 | 17 | 6  | +11 | 24 | Kijutott a 2014-es világbajnokságra |     | —     | 4–4    | 1–0       | 1–1      | 2–0     | 1–0                 |
| 2.    | Izland    | 10 | 5  | 2 | 3 | 17 | 15 | +2  | 17 | Továbbjutott a második fordulóba    |     | 0–2   | —      | 2–4       | 2–0      | 2–1     | 2–0                 |
| 3.    | Szlovénia | 10 | 5  | 0 | 5 | 14 | 11 | +3  | 15 |                                     |     | 0–2   | 1–2    | —         | 3–0      | 1–0     | 2–1                 |
| 4.    | Norvégia  | 10 | 3  | 3 | 4 | 10 | 13 | −3  | 12 |                                     | 0–2 | 1–1   | 2–1    | —         | 0–1      | 2–0     |                     |
| 5.    | Albánia   | 10 | 3  | 2 | 5 | 9  | 11 | −2  | 11 |                                     | 1–2 | 1–2   | 1–0    | 1–1       | —        | 3–1     |                     |
| 6.    | Ciprus    | 10 | 1  | 2 | 7 | 4  | 15 | −11 | 5  |                                     | 0–0 | 1–0   | 0–2    | 1–3       | 0–0      | —       |                     |

## Mérkőzések
A mérkőzéseket 2012. szeptember 7-e és 2013. október 15-e között játszották le. A pontos menetrendről az országok labdarúgó-szövetségei 2011. november 22-én, Zürichben egyeztettek, eredménytelenül. A pontos menetrendről a szövetségek képviselői végül sorsolással döntöttek.
Valamennyi mérkőzés kezdési időpontja helyi idő szerint van feltüntetve, az egyezményes koordinált világidőhöz (UTC) viszonyítva.
| 2012. szeptember 7. 20:30 (UTC+2) |

| Albánia                                       | 3–1               | Ciprus      |
| --------------------------------------------- | ----------------- | ----------- |
| Konsztantínu 35' (öngól) Çani 84' Bogdani 87' | (1–1) Jegyzőkönyv | Laban 45+2' |

| Qemal Stafa National Stadium, Tirana Nézőszám: 9400 Játékvezető: Artyom Kuchin (kazak) |

| 2012. szeptember 7. 20:30 (UTC+2) |

| Szlovénia | 0–2               | Svájc                                 |
| --------- | ----------------- | ------------------------------------- |
|           | (0–1) Jegyzőkönyv | Xhaka 20' Inler 51' Barnetta 23′, 75′ |

| Stožice Stadion, Ljubljana Nézőszám: 13 213 Játékvezető: Paolo Tagliavento (olasz) |

| 2012. szeptember 7. 18:45 (UTC±0) |

| Izland                      | 2–0               | Norvégia |
| --------------------------- | ----------------- | -------- |
| Árnason 21' Finnbogason 81' | (1–0) Jegyzőkönyv |          |

| Laugardalsvöllur, Reykjavík Nézőszám: 8352 Játékvezető: Anthony Gautier (francia) |

| 2012. szeptember 11. 20:00 (UTC+3) |

| Ciprus        | 1–0               | Izland      |
| ------------- | ----------------- | ----------- |
| Makrídesz 57' | (0–0) Jegyzőkönyv | Ottesen 86′ |

| Antonis Papadopoulos Stadium, Larnaca Nézőszám: 1600 Játékvezető: Sébastien Delferiere (belga) |

| 2012. szeptember 11. 20:00 (UTC+2) |

| Norvégia                        | 2–1               | Szlovénia          |
| ------------------------------- | ----------------- | ------------------ |
| Henriksen 26' J. A. Riise 90+4' | (1–1) Jegyzőkönyv | Wæhler 16' (öngól) |

| Ullevaal Stadion, Oslo Nézőszám: 11 168 Játékvezető: Firat Aydinus (török) |

| 2012. szeptember 11. 20:30 (UTC+2) |

| Svájc                            | 2–0               | Albánia |
| -------------------------------- | ----------------- | ------- |
| Shaqiri 23' Inler 68' (11-esből) | (1–0) Jegyzőkönyv |         |

| Swissporarena, Luzern Nézőszám: 16 500 Játékvezető: Ovidiu Hațegan (román) |

| 2012. október 12. 19:00 (UTC+2) |

| Albánia  | 1–2               | Izland                          |
| -------- | ----------------- | ------------------------------- |
| Çani 28' | (1–1) Jegyzőkönyv | Bjarnason 19' G. Sigurðsson 81' |

| Qemal Stafa National Stadium, Tirana Nézőszám: 8200 Játékvezető: Tony Asumaa (finn) |

| 2012. október 12. 20:30 (UTC+2) |

| Svájc          | 1–1               | Norvégia      |
| -------------- | ----------------- | ------------- |
| Gavranović 79' | (0–0) Jegyzőkönyv | Hangeland 81' |

| Stade de Suisse, Bern Nézőszám: 30 712 Játékvezető: David Fernández Borbalán (spanyol) |

| 2012. október 12. 20:45 (UTC+2) |

| Szlovénia                | 2–1               | Ciprus         |
| ------------------------ | ----------------- | -------------- |
| Matavž 38' 61' Cesar 89′ | (1–0) Jegyzőkönyv | Aloneftisz 83' |

| Ljudski vrt Stadium, Maribor Nézőszám: 7988 Játékvezető: Ivan Kružliak (szlovák) |

| 2012. október 16. 21:00 (UTC+3) |

| Ciprus         | 1–3               | Norvégia                                          |
| -------------- | ----------------- | ------------------------------------------------- |
| Aloneftisz 42' | (1–1) Jegyzőkönyv | Hangeland 45' Elyounoussi 81' (11-esből) King 83' |

| Antonis Papadopoulos Stadium, Larnaca Nézőszám: 2493 Játékvezető: Paweł Gil (lengyel) |

| 2012. október 16. 18:00 (UTC±0) |

| Izland | 0–2               | Svájc                       |
| ------ | ----------------- | --------------------------- |
|        | (0–0) Jegyzőkönyv | Barnetta 66' Gavranović 79' |

| Laugardalsvöllur, Reykjavík Nézőszám: 8369 Játékvezető: Alan Kelly (ír) |

| 2012. október 16. 20:45 (UTC+2) |

| Albánia   | 1–0               | Szlovénia |
| --------- | ----------------- | --------- |
| Roshi 37' | (1–0) Jegyzőkönyv |           |

| Qemal Stafa National Stadium, Tirana Nézőszám: 9000 Játékvezető: Martin Hansson (svéd) |

| 2013. március 22. 18:00 (UTC+1) |

| Szlovénia     | 1–2               | Izland                |
| ------------- | ----------------- | --------------------- |
| Novaković 34' | (1–0) Jegyzőkönyv | G. Sigurðsson 55' 78' |

| Stožice Stadion, Ljubljana Nézőszám: 6500 Játékvezető: Stavros Tritsonis (görög) |

| 2013. március 22. 19:00 (UTC+1) |

| Norvégia | 0–1               | Albánia                  |
| -------- | ----------------- | ------------------------ |
|          | (0–0) Jegyzőkönyv | Salihi 67' Lila 85′, 89′ |

| Ullevaal Stadion, Oslo Nézőszám: 11 207 Játékvezető: Kevin Blom (holland) |

| 2013. március 23. 18:30 (UTC+2) |

| Ciprus | 0–0         | Svájc |
| ------ | ----------- | ----- |
|        | Jegyzőkönyv |       |

| GSP Stadion, Nicosia Nézőszám: 2045 Játékvezető: Manuel Gräfe (német) |

| 2013. június 7. 20:30 (UTC+2) |

| Albánia  | 1–1               | Norvégia  |
| -------- | ----------------- | --------- |
| Rama 40' | (1–0) Jegyzőkönyv | Høgli 87' |

| Qemal Stafa National Stadium, Tirana Nézőszám: 15 600 Játékvezető: William Collum (skót) |

| 2013. június 7. 19:00 (UTC±0) |

| Izland                                   | 2–4               | Szlovénia                                         |
| ---------------------------------------- | ----------------- | ------------------------------------------------- |
| Bjarnason 22' Finnbogason 26' (11-esből) | (2–2) Jegyzőkönyv | Kirm 11' Birsa 31' (11-esből) Cesar 61' Krhin 86' |

| Laugardalsvöllur, Reykjavík Nézőszám: 9202 Játékvezető: Felix Zwayer (német) |

| 2013. június 8. 17:30 (UTC+2) |

| Svájc         | 1–0               | Ciprus |
| ------------- | ----------------- | ------ |
| Seferović 90' | (0–0) Jegyzőkönyv |        |

| Stade de Genève, Geneva Nézőszám: 16 900 Játékvezető: Paolo Mazzoleni (olasz) |

| 2013. szeptember 6. 19:00 (UTC+2) |

| Norvégia                 | 2–0               | Ciprus |
| ------------------------ | ----------------- | ------ |
| Elyounoussi 43' King 66' | (1–0) Jegyzőkönyv |        |

| Ullevaal Stadion, Oslo Nézőszám: 11 295 Játékvezető: Kenn Hansen (dán) |

| 2013. szeptember 6. 20:30 (UTC+2) |

| Svájc                                                  | 4–4               | Izland                                  |
| ------------------------------------------------------ | ----------------- | --------------------------------------- |
| Lichtsteiner 15' 30' Schär 27' Džemaili 54' (11-esből) | (3–1) Jegyzőkönyv | Guðmundsson 3' 68' 90+1' Sigþórsson 56' |

| Stade de Suisse, Bern Nézőszám: 26 000 Játékvezető: Szergej Karaszjov (orosz) |

| 2013. szeptember 6. 20:30 (UTC+2) |

| Szlovénia | 1–0               | Albánia |
| --------- | ----------------- | ------- |
| Kampl 15' | (1–0) Jegyzőkönyv |         |

| Stožice Stadion, Ljubljana Nézőszám: 13 843 Játékvezető: Vad István (magyar) |

| 2013. szeptember 10. 19:00 (UTC+2) |

| Norvégia | 0–2               | Svájc         |
| -------- | ----------------- | ------------- |
|          | (0–1) Jegyzőkönyv | Schär 12' 51' |

| Ullevaal Stadion, Oslo Nézőszám: 16 631 Játékvezető: Howard Webb (angol) |

| 2013. szeptember 10. 21:30 (UTC+3) |

| Ciprus | 0–2               | Szlovénia                |
| ------ | ----------------- | ------------------------ |
|        | (0–1) Jegyzőkönyv | Novaković 12' Iličić 80' |

| GSP Stadion, Nicosia Nézőszám: 714 Játékvezető: Ruddy Buquet (francia) |

| 2013. szeptember 10. 19:00 (UTC±0) |

| Izland                       | 2–1               | Albánia   |
| ---------------------------- | ----------------- | --------- |
| Bjarnason 14' Sigþórsson 47' | (1–1) Jegyzőkönyv | Valdet 9' |

| Laugardalsvöllur, Reykjavík Nézőszám: 9768 Játékvezető: Martin Atkinson (angol) |

| 2013. október 11. 20:30 (UTC+2) |

| Albánia               | 1–2               | Svájc                |
| --------------------- | ----------------- | -------------------- |
| Salihi 89' (11-esből) | (0–0) Jegyzőkönyv | Shaqiri 48' Lang 79' |

| Qemal Stafa National Stadium, Tirana Nézőszám: 14 000 Játékvezető: Pedro Proença (portugál) |

| 2013. október 11. 18:45 (UTC±0) |

| Izland                        | 2–0               | Ciprus |
| ----------------------------- | ----------------- | ------ |
| Sigþórsson 60' Sigurðsson 76' | (0–0) Jegyzőkönyv |        |

| Laugardalsvöllur, Reykjavík Nézőszám: 9767 Játékvezető: Vad István (magyar) |

| 2013. október 11. 20:45 (UTC+2) |

| Szlovénia             | 3–0               | Norvégia |
| --------------------- | ----------------- | -------- |
| Novaković 13' 15' 49' | (2–0) Jegyzőkönyv |          |

| Ljudski vrt, Maribor Nézőszám: 10 890 Játékvezető: Carlos Velasco Carballo (spanyol) |

| 2013. október 15. 20:00 (UTC+3) |

| Ciprus | 0–0         | Albánia |
| ------ | ----------- | ------- |
|        | Jegyzőkönyv |         |

| GSP Stadion, Nicosia Nézőszám: 341 Játékvezető: Ivan Bebek (horvát) |

| 2013. október 15. 20:00 (UTC+2) |

| Norvégia    | 1–1               | Izland         |
| ----------- | ----------------- | -------------- |
| Braaten 30' | (1–1) Jegyzőkönyv | Sigþórsson 12' |

| Ullevaal Stadion, Oslo Nézőszám: 6796 Játékvezető: Paolo Tagliavento (olasz) |

| 2013. október 15. 20:00 (UTC+2) |

| Svájc     | 1–0               | Szlovénia |
| --------- | ----------------- | --------- |
| Xhaka 74' | (0–0) Jegyzőkönyv |           |

| Stade de Suisse, Bern Nézőszám: 22 014 Játékvezető: Björn Kuipers (holland) |